# Jake Daniels
Pour les articles homonymes, voir Daniels.
Jake Daniels (né le 8 janvier 2005) est un footballeur professionnel anglais qui joue comme attaquant dans le club de Blackpool dans le championnat d'Angleterre de deuxième division (EFL championship).

## Carrière
Membre de Blackpool depuis l'âge de sept ans, Jake Daniels commence à jouer en U18 en 2021 et est nommé joueur de l'équipe de jeunes de Blackpool de la saison 2020-2021, marquant 30 buts. Le 25 février 2022, il signe son premier contrat professionnel et est prêté le 26 mars 2022 à Bamber Bridge (équipe de Premier League du Nord) pour le reste de la saison 2021-2022. Il fait ses débuts pour l'équipe senior de Blackpool le 7 mai lors d'une défaite 5-0 en championship contre Peterborough United , en entrant à la 81e minute.

## Vie privée
Le 16 mai 2022, à 17 ans, Jake Daniels fait son coming out par un communiqué de son club et une interview de Sky Sport, devenant le seul footballeur professionnel masculin ouvertement gay en activité au Royaume-Uni. 
Il est le premier depuis Justin Fashanu en 1990, qui dut faire face à l'époque à une campagne d'homophobie et un rejet massif par ses pairs et la communauté sportive en général, et se suicida en 1998. 
Jake Daniels a cité son collègue footballeur Josh Cavallo, le manager de Thetford Town Matt Morton et le plongeur Tom Daley comme l'ayant aidé à faire son coming out. 
Son annonce, faite la veille de la Journée mondiale contre l'homophobie, a été saluée notamment par le Premier ministre britannique Boris Johnson, le président de la FA, le prince William. Il a reçu une vague de soutiens de la part de son collègue footballeur Harry Kane et de l'entraîneur de Liverpool Jürgen Klopp qui déclare : « Nous vivons en 2022. Que nous devions en parler autant est fou, mais on avance ».
En France, ce discours contraste avec la polémique, née deux jours auparavant, à la suite du refus du joueur du PSG Idrissa Gueye,  de participer à Montpellier au match de la 37e journée de Ligue 1, pour laquelle les joueurs devaient porter un maillot aux couleurs arc-en-ciel dans le cadre de la lutte contre l'homophobie.

## Statistiques
| Saison                | Club                  | Championnat           | Championnat | Championnat | Championnat | Coupe nationale | Coupe nationale | Coupe nationale | Coupe de la Ligue | Coupe de la Ligue | Coupe de la Ligue | Compétition(s) continentale(s) | Compétition(s) continentale(s) | Compétition(s) continentale(s) | Compétition(s) continentale(s) | Total | Total | Total |
| Saison                | Club                  | Division              | M.          | B.          | P.d.        | M.              | B.              | P.d.            | M.                | B.                | P.d.              | Comp.                          | M.                             | B.                             | P.d.                           | M.    | B.    | P.d.  |
| 2021-2022             | Blackpool FC          | Championship          | 1           | 0           | 0           | -               | -               | -               | -                 | -                 | -                 | -                              | -                              | -                              | -                              | 1     | 0     | 0     |
| Total sur la carrière | Total sur la carrière | Total sur la carrière | 1           | 0           | 0           | -               | -               | -               | -                 | -                 | -                 | -                              | -                              | -                              | -                              | 1     | 0     | 0     |